# Steve Lacy

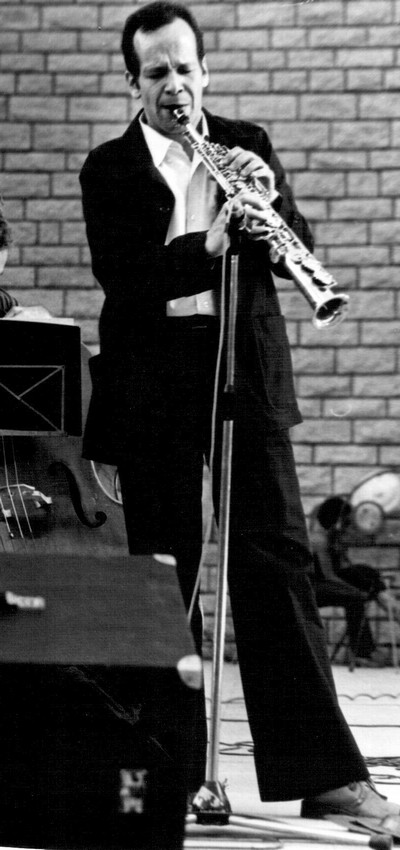
Steve Lacy

Steve Lacy, nato col nome di Steven Norman Lackritz (New York, 23 luglio 1934 – Boston, 4 giugno 2004), è stato un sassofonista e compositore statunitense riconosciuto come uno dei più importanti specialisti del sassofono soprano.

## Biografia

### Gli esordi
Lacy iniziò la sua carriera a sedici anni suonando jazz tradizionale con  Henry "Red" Allen, Pee Wee Russell, Pops Foster, Zutty Singleton e successivamente con jazzisti di Kansas City come Buck Clayton, Dicky Wells, e Jimmy Rushing.

### Con Monk, Taylor e Evans
Thelonious Monk è stato per Lacy un maestro, non solo in ambito musicale, e un mentore.  Nel 1957 incide il primo disco a nome proprio (Reflections) e lo dedica a Monk. Anche le collaborazioni con Cecil Taylor e Gil Evans sono illuminanti per il giovane Lacy. Compare in Jazz Advance (1956), l'album di debutto di Cecil Taylor, con il quartetto dello stesso Taylor al Festival del jazz di Newport nel 1957 e in uno dei primi album di Gil Evans GIl Evand Plus Ten. I brani di Monk diventarono un elemento permanente del suo repertorio, comparendo quasi in ogni concerto e album. Lacy spesso collaborò con il trombonista Roswell Rudd nel presentare interpretazioni delle composizioni di Monk.

### La sua carriera generale
Al di là di Monk, egli svolse il suo lavoro di musicista jazz insieme ad altri jazzisti come Charles Mingus, Duke Ellington e Herbie Nichols e a differenza di molti musicisti jazz ha suonato raramente canzoni popolari o di spettacolo. Lacy diventò anche un compositore, caratteristico per la semplicità del suo stile: le sue composizioni sono spesso costruite in poco più di una singola frase interrogativa, ripetuta più volte.
Nel anni '60 egli continuò a lavorare con gli altri musicisti coinvolti nell'avanguardia americana del free jazz e, negli anni '70, della scena europea dell'improvvisazione libera, che rimase un elemento importante nel suo lavoro degli anni successivi. Lacy, a partire dagli anni '70, si è specializzato in sassofono solista, classificandosi con Anthony Braxton e Evan Parker nello sviluppo di questa forma esigente di improvvisazione.
Lacy era interessato a tutte le arti: le arti visive e la poesia in particolare sono diventate una fonte importante per lui.
Collaborò con pittori e ballerini per progetti multimediali, fece le impostazioni musicali dei suoi compositori preferiti: Samuel Beckett, Tom Raworth, Taslima Nasreen, Herman Melville, Brion Gysin e altri scrittori beat, incluse le impostazioni per il Daodejing e la poesia haiku.
Nel 1992, ricevette una borsa di studio dalla MacArthur Fellowship.
Ha collaborato anche con una serie davvero straordinaria di musicisti, dal jazz tradizionale all'avanguardia evdi musica classica contemporanea.
Al di fuori del suo sestetto, il suo collaboratore più presente fu il pianista Mal Waldron, con cui ha inciso numerosi album duettando con lui (in particolare, "Sempre Amore", una raccolta di materiale di Ellington e Strayhorn, Soul Note, 1987).

### Viaggi e permanenze in Europa
La prima visita che Lacy fece in Europa fu nel 1965 a Copenaghen in compagnia di Kenny Drew; andò poi in Italia e formò un quartetto con l'italiano Enrico Rava e i musicisti sudafricani Johnny Dyani e Louis Moholo.
Dopo un breve rientro a New York, tornò in Italia, successivamente nel 1970 si trasferì a Parigi, dove ha vissuto fino agli ultimi due anni della sua vita. Nel 1974 al Music Inn a Roma si esibì con il suo sestetto, con Steve Potts ai sassofoni, Michael Smith al pianoforte, Irene Aebi al violoncello e voce, Kent Carter al contrabbasso e Kenny Taylor alle percussioni.. Sempre in Italia, nel 1976, suonò dal vivo con gli Area, incidendo con loro Maledetti (maudits) e Event '76. Divenne una figura molto rispettata nel panorama del jazz europeo, anche se è rimasto meno noto negli Stati Uniti.

### Il sestetto/quintetto
Il nucleo centrale dell'attività compositiva di Lacy, dalla metà degli anni '70 a tutti gli anni '90, è stato il sestetto/quintetto con Irene Aebi violoncellista e cantante, Steve Potts sassofonista alto e soprano, il pianista Bobby Few, il bassista Jean-Jacques Avenel, e il batterista Oliver Johnson (poi John Betsch).
A volte questo gruppo è stato ampliato a una formazione di maggiori dimensioni (settetto, nonetto...) a volte ridotto a quintetto, quartetto, trio o anche duo di sassofoni. 

### Gli ultimi anni
Steve ritornò negli Stati Uniti nel 2002, dove iniziò a insegnare presso il New England Conservatory di Boston, nel Massachusetts.
Una delle sue ultime performance pubbliche fu di fronte a 25.000 persone al termine di una manifestazione per la pace nel comune di Boston nel marzo 2003, poco prima dell'invasione guidata dagli Usa in Iraq.
Nell'agosto del 2003 gli fu diagnosticato un cancro, ciononostante continuò a suonare e a insegnare fino a poche settimane prima della morte.

## Discografia

### Discografia da leader in(completa)
- 1957 - Soprano Sax (Prestige)
- 1957- Reflections (Prestige)
- 1961 - The Straight Horn Of Steve Lacy (Candid)
- 1961 - Evidence (con Don Cherry) (Prestige)
- 1963 - School Days (con Roswell Rudd Quartet (Emanem)
- 1965 - Disposability (Vik)
- 1966 - Sortie (GTA)
- 1967 - The Forest And The Zoo (ESP)
- 1969 - Roba (Saravah)
- 1969 - Moon (BYG Actuel)
- 1969 - Epistrophy (BYG Actuel)
- 1971 - Lapis (Saravah)
- 1971 - Wordless (Futura)
- 1972 - Mal Waldron With The Steve Lacy Quintet (con Mal Waldron) (America)
- 1972 - Concert Solo (Emanem)
- 1972 - Estilhaços_Live in Lisbon (America)
- 1972 -  The Gap (America)
- 1973.- The Woe/Crops (Quark)
- 1973 - The Crust (Emanem)
- 1974 - Scraps (Saravah)
- 1974 - Flakes (RCA)
- 1974 - Saxophone special (con Derek Bailey (Emanem)
- 1975 - Stabs_Solo in Berlin (FMP)
- 1975 - Dreams (Columbia)
- 1975.- Solo At Mandara (ALM Reordings)
- 1975 - Stalks (Emanem)
- 1975 - The Wire (Denon Jazz)
- 1975 - Axieme (Red Records)
- 1976 - Hooky (Emanem)
- 1976 - Trickles (con Roswell Rudd Quartet (Black Saint)
- 1977 - Straws (Cramps)
- 1977 - The Owl (Saravah)
- 1977 - Threads (Horo)
- 1977- Raps (Adelphi)
- 1977 - Clinkers (Hat-Hut)
- 1978 - Follies (FMP)
- 1978 - Points (Le Chant Du Monde)
- 1979 - Catch (Horo)
- 1977 - Company, 4 (con Derek Bailey (Incus)
- 1979 - Eronel (Horo)
- 1979 - Stamps (Hat-Hut)
- 1979 - Troubles (Black Saint)
- 1979 - The Way (Hat-Hut)
- 1979 - New York Capers & Quirks (Hat-Hut)
- 1979 - Tips (Hat-Hut)
- 1980 - Ballets (Hat-Hut)
- 1981 - Songs (Hat-Hut)
- 1982 - Prospectus (Hat-Hut)
- 1983 - Blinks...Zurich Live (Hat-Hut)
- 1985 - Futurities (Hat-Hut)
- 1986 - The Condor (Soul Note)
- 1986 - One Fell Swoop (Silkheart)
- 1986 - Hocus Pocus (Les Disques du Crépuscule)
- 1986 - Outings (Ismez)
- 1986 - The Gleam (Silkheart)
- 1986 - The Kiss (Lunatic Records)
- 1987 - Momentum (RCA Novus)
- 1987 - Only Monk (Soul Note)
- 1987 - Sempre Amore (con Mal Waldron) (Soul Note)
- 1988 - Paris Blues (con Gil Evans) (Owl)
- 1989 - The Door (RCA)
- 1990 - Anthem (RCA)
- 1990 - Rushes, 10 Songs From Russia (New Sound Planet)
- 1991 - Itinerary (Hat-Hut)
- 1991 - Flim-Flam (con Steve Potts) (Hat-Hut)
- 1991 - Hot House (con Mal Waldron) (RCA)
- 1991 - Live At Sweet Basil (RCA)
- 1992 - Remains (Hat-Hut)
- 1993 - Clangs (Hat-Hut)
- 1993 - Vespers (Soul Note)
- 1994 - Steve Lacy & Keptorchestra "Sweet sixteen" (Caligola)
- 1995 - Packet (New Albion)
- 1995 - Weal & Woe (Emanem)
- 1997 - Communiqué (con Mal Waldron) (Soul Note)
- 1998 - Sands (Tzadik)
- 1999 - The Joan Miró Foundation Concert (con Mal Waldron) (Nova Era)
- 1999 - The Cry (Soul Note)
- 1999 - Monk's Dream (con Roswell Rudd Quartet (Verve)
- 2000 - Outcome (con Roswell Rudd Quartet (Potlatch)
- 2000 - Snips (Jazz Magnet)
- 2002 - 10 Dukes + 6 Originals (Senators)
- 2003 - The Beat Suite (Universal)